# Wintergarten (Lübeck)

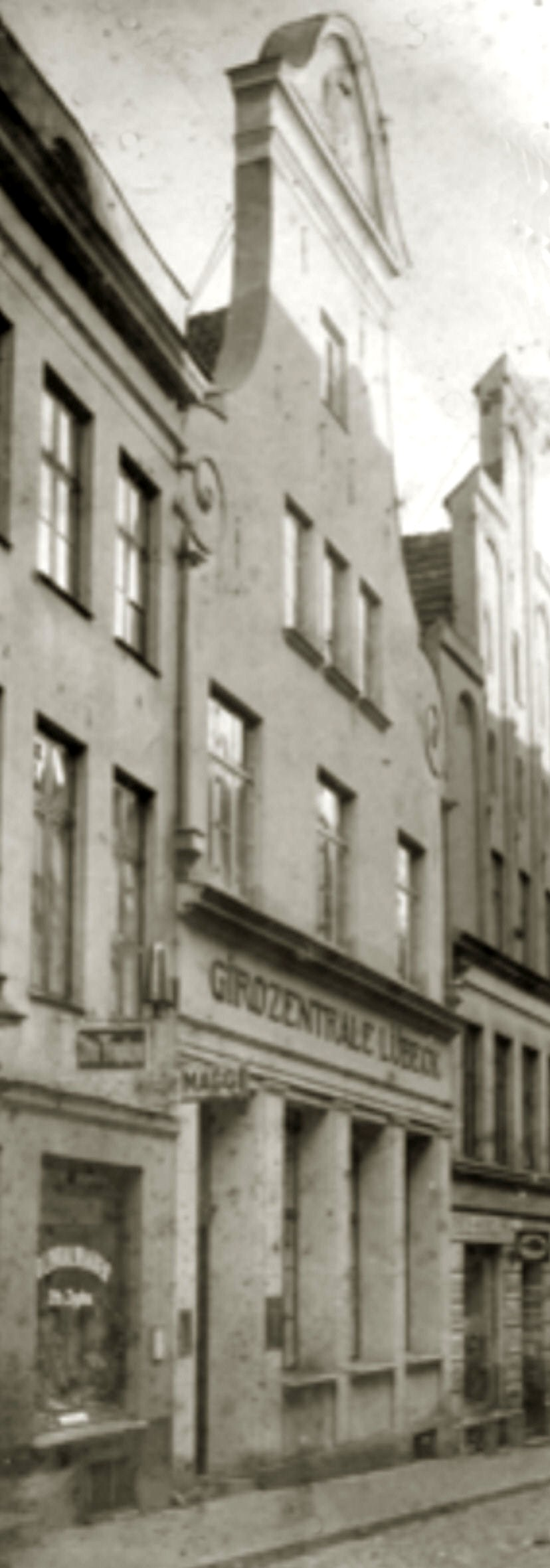
Das Haus Fleischhauerstraße 13 in den 20er oder frühen 30er Jahren als Sitz einer Bank

Der Elektro-Kinematograph Wintergarten war ein frühes Lübecker Kino.

Eröffnungsanzeige des Elektro-Kinematographen vom 20. Oktober 1906

Der Wintergarten in der Fleischhauerstraße 13 war ein von Leopold Lautenschläger betriebenes Vergnügungslokal mit zwei übereinanderliegenden Veranstaltungssälen. Den oberen dieser Säle, 17,35 mal 5,40 Meter groß, ließ Lautenschläger im Herbst 1906 zum Kino umbauen.
Die Eröffnung des Elektro-Kinematographen im Wintergarten erfolgte am 20. Oktober 1906. Bereits am 6. November teilte Lautenschläger dem Lübecker Polizeiamt mit, dass er den Kinobetrieb wieder einstellte. Der Wintergarten blieb nach diesem knapp zweiwöchigen Intermezzo als Lichtspieltheater ein reines Vergnügungslokal ohne Filmvorführungen.